# Geògrafs grecoromans

Reconstrucció del mapa d'Hecateu

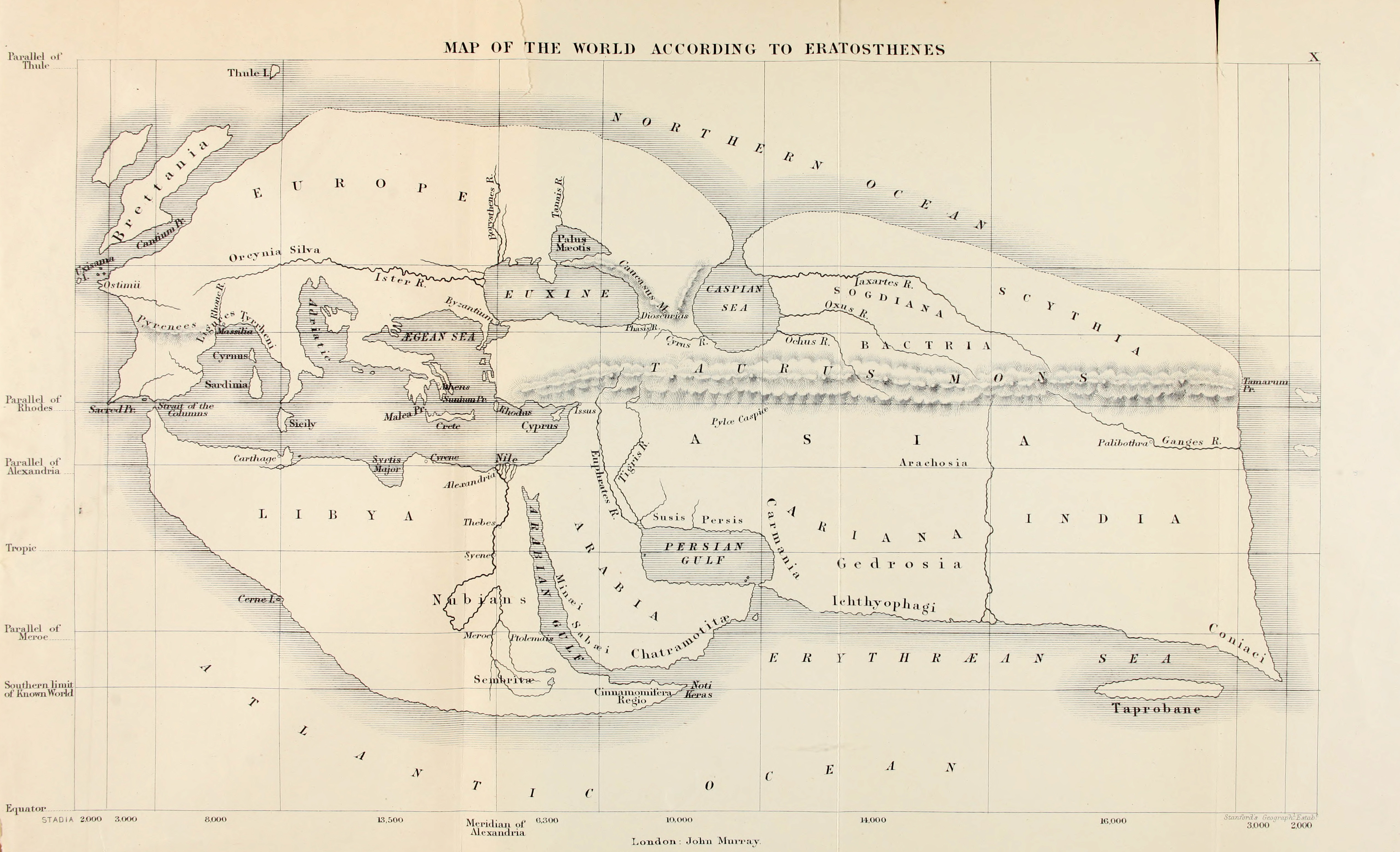
Reconstrucció del del mapa d'Eratòstenes

Reposició del mapa de Pomponi Mela

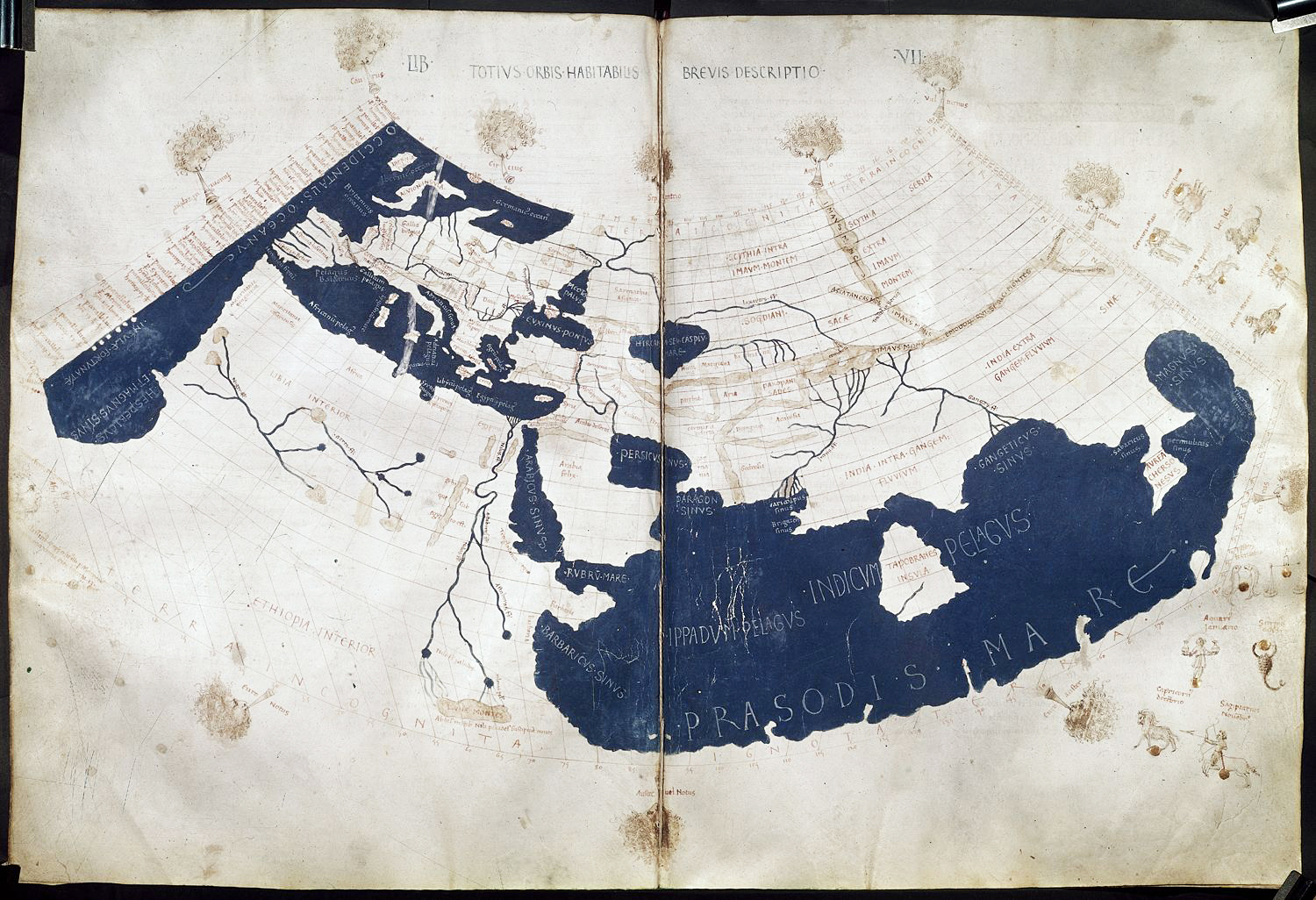
Reconstrucció del mapa de Ptolemeu del.

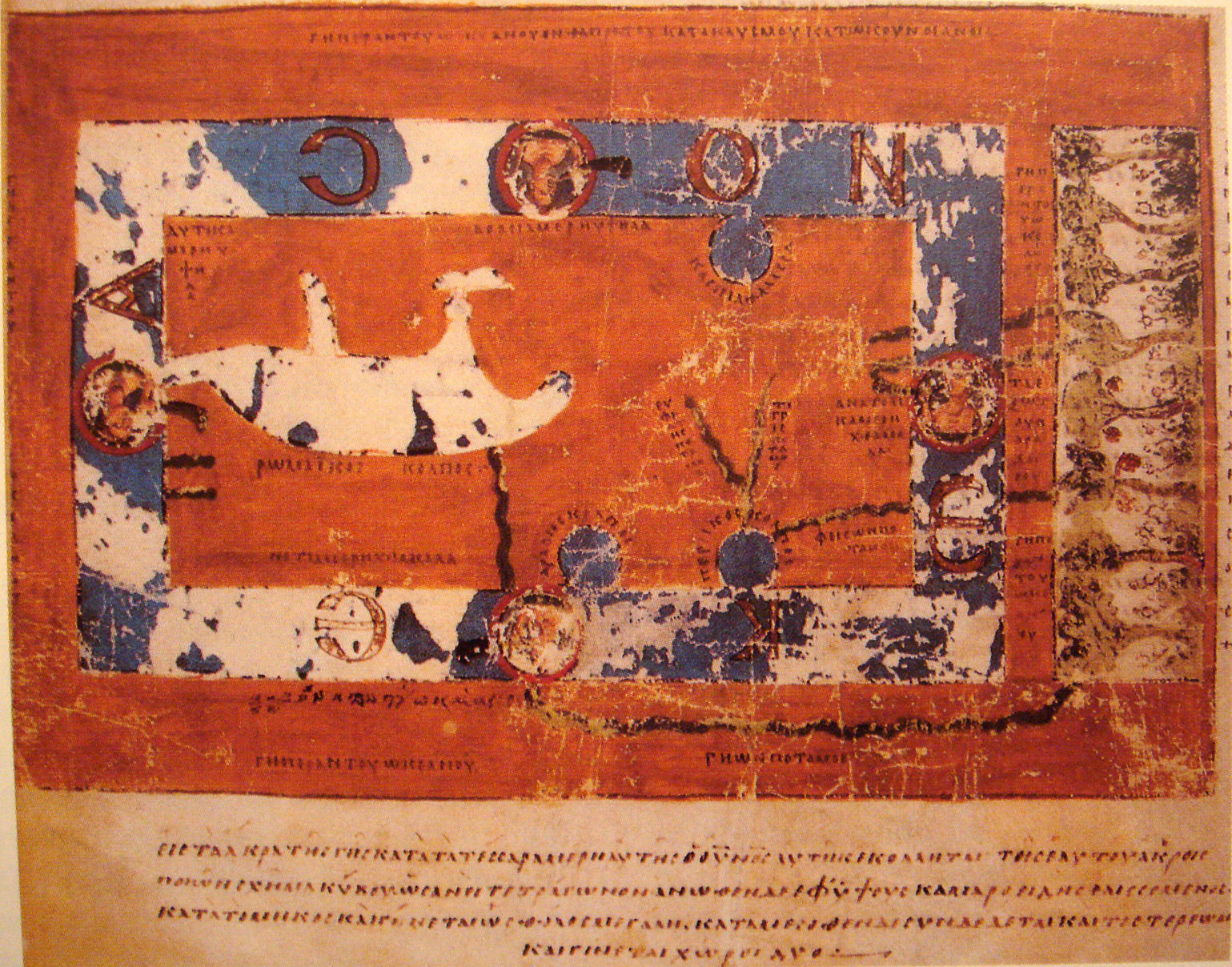
Mapa del món de Cosmas Indicopleustes

Els geògrafs grecoromans són els estudiosos de l'Antiguitat clàssica que van contribuir al coneixement geogràfic del món conegut en aquella època. A través de les seves obres, van descriure terres, pobles, mars i rutes comercials, combinant observacions empíriques amb elements mítics i culturals. Les seves aportacions van ser fonamentals per al desenvolupament de la cartografia i la comprensió de l’espai durant l'edat antiga.

## Grècia clàssica pre-helenística
- Homer
- Anaximandre de Milet
- Hecateu de Milet
- L'autor del Periple Massaliota
- Escílax de Carianda (segle VI aC)
- Heròdot

## Període hel·lenístic
- Píteas (mort cap al 310 aC)
- L'autor del Periple de Pseudo-Scylax (segle IV o III aC)
- Megastenes (mort vers el 290 aC)
- Autòlic de Pítana (mort vers el 290 aC)
- Dicearc de Messana (mort vers el 285 aC)
- Deímac (segle III aC)
- Timòstenes (fl. 270s aC)
- Eratòstenes (c. 276-194 aC)
- Pseudo-Escimne (fl. 120s aC)
- Hiparc de Nicea (c. 190-120 aC)
- Agatàrquides (segle II aC)
- Posidoni (c. 135-51 aC)
- Escimne de Quios (?)
- Diodor de Sicília (c. 90-30 aC)
- Corneli Alexandre Polihistor (segle I aC)

## Període de l'Imperi Romà
- L'autor del Periple de la Mar Eritrea
- Estrabó (64 aC - 24 dC)
- Pomponi Mela (fl. 40s dC)
- Isidor de Carax (segle I dC)
- Mucià (segle I dC)
- Plini el Vell (23-79 dC), Naturalis Historia
- Marí de Tir (c. 70-130)[1]
- Claudi Ptolemeu (90-168), Geographia
- Pausànias (segle II)
- Agatodèmon d'Alexandria (segle II)
- Dionís de Bizanci (segle II)
- Agatèmer (segle iii)
- L'autor de la Tabula Peutingeriana (segle iv)
- Alipi d'Antioquia (segle iv)
- Marcià d'Heraclea (segle iv)
- Expositio totius mundi et gentium (350-362 dC)
- Juli Honori (molt insegur: segle iv, V o VI)

## Període de l'Imperi Romà d'Orient
- Hièrocles (segle vi)
- Cosme Indicopleustes (segle vi)
- Esteve de Bizanci (segle vi)